# Синхронність (фільм)
Синхронність  — американський науково-фантастичний фільм 2015 року, написаний і зрежисований Джейкобом Гентрі. Прем'єра відбулася на Міжнародному кінофестивалі «Fantasia» 2015 року. 22 січня 2016 року відбувся обмежений прокат у кінотеатрах, відео на вимогу та iTunes.

## Про фільм
Фізик Джим Бейлі все життя мріяв працювати над якимсь великим проектом. Одного разу у нього з'явилася така можливість. Він очолив команду вчених і разом з нею почав працювати над будівництвом зменшеної копії адронного коллайдера. Ось тільки під час виконання задуманого все пішло не так, як спочатку передбачалося. Вчені, самі того не бажаючи, за допомогою свого пристрою змогли створити пролом у фізичному просторі і в часі. Колайдер перетворився на справжню машину часу, і це може стати справжнім науковим проривом.
Джим, розуміючи, яку небезпеку можуть нести подорожі в часі, остерігається видавати всі свої секрети корпораціям — адже це може призвести до незворотних наслідків. Впливові люди будуть використовувати машину часу у своїх цілях і незабаром може знищити все людство. Джим, намагаючись зберегти права на винайдений ним пристрій, зустрічається з дівчиною Еббі, яка здатна допомогти вирішити проблеми. Але Джим випадково розповідає їй кілька своїх секретів, якими вона може поділитися з впливовими людьми. Вчений приймає єдине вірне, на його думку, рішення — вирушити в минуле і попередити розмову з Еббі. Але це призводить до непередбачуваних наслідків.

## Знімались
| Актор           | Роль          |
| --------------- | ------------- |
| Чад Макнайт     | Джим Бейлі    |
| Браянн Девіс    | Еббі          |
| Ей Джей Боуен   | Чак           |
| Майкл Айронсайд | Клаус Мейснер |